# Nachvak River
Nachvak River är ett vattendrag i Kanada.   Det ligger i provinsen Newfoundland och Labrador, i den östra delen av landet, 1 700 km nordost om huvudstaden Ottawa.
Trakten runt Nachvak River består i huvudsak av gräsmarker. Trakten runt Nachvak River är nära nog obefolkad, med mindre än två invånare per kvadratkilometer.